# Horst Kunz

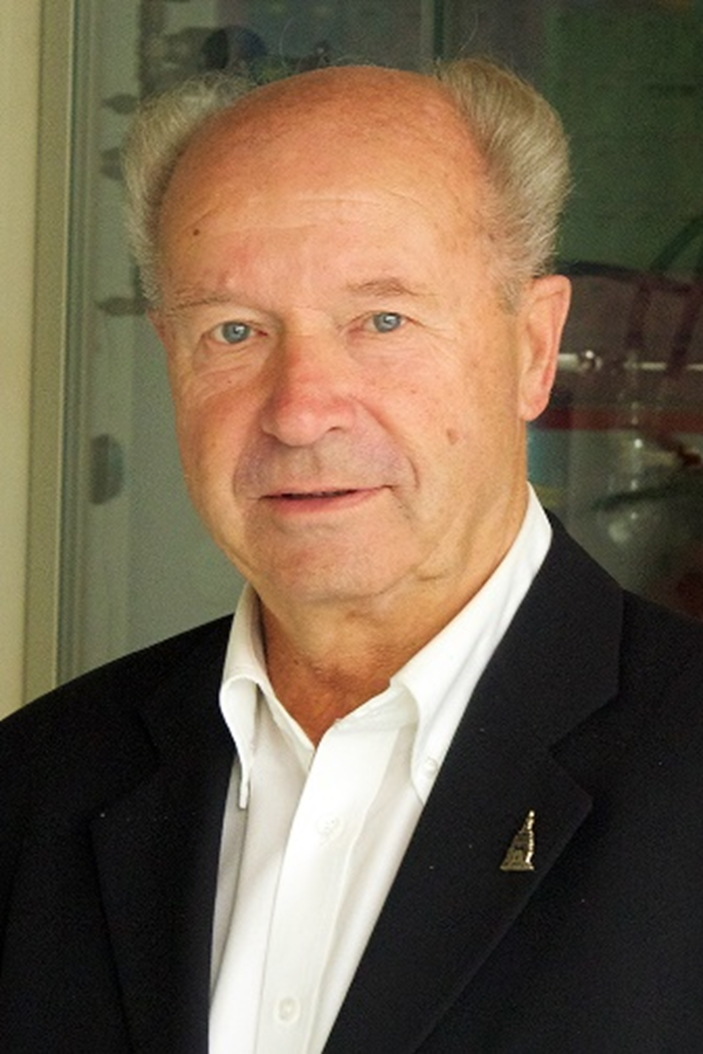
Prof. Kunz, 2015

Horst Walter Kunz (* 3. Dezember 1940 in Frankenhausen) ist ein deutscher Chemiker, der vorwiegend Verbindungen von Kohlenhydraten mit biologischer Bedeutung analysiert und synthetisiert.

## Leben und Forschung
Kunz begann ein Studium der Chemie an der Humboldt-Universität in Berlin und schloss es 1969 an der Universität Mainz mit einer Promotion ab. Er habilitierte sich 1977 bei Leopold Horner mit einer Arbeit über Ester des Acetylcholins und ihre Anwendung auf dem Gebiet der chemischen Schutzgruppen. Im Jahr 1979 wurde er außerordentlicher Professor für Organische Chemie und im Jahr 1988 Professor für Bioorganische Chemie an der Universität Mainz. Die Sächsische Akademie der Wissenschaften zu Leipzig nahm Kunz 1998 in ihre Reihen auf.
Das Forschungsgebiet von Kunz sind Glykopeptide, Oligosaccharide und Neoglykoproteine. Insbesondere interessieren ihn Glykoproteine, die bei der Zelladhäsion oder als Tumorantigene eine Rolle spielen, und solche, die zum Aufbau von Virushüllen beitragen, wie etwa das Gp120 des HIV-1. Zum Studium dieser Kohlenhydratverbindungen werden z. B. die Festphasensynthese oder andere Methoden der kombinatorischen Chemie verwendet.

## Auszeichnungen
Kunz erhielt mehrere Wissenschaftspreise, darunter 1992 die Max-Bergmann-Medaille, 2000 die Emil-Fischer-Medaille der Gesellschaft Deutscher Chemiker und 2001 die Adolf-Windaus-Medaille der Georg-August-Universität Göttingen.

## Schriften
- Synthesis of glycopeptides, partial structures of biological recognition components. In: Angewandte Chemie Int. Ed. Engl. 26, 1987, S. 294–308.
- mit J. März: Synthesis of Glycopeptides with Lewisa Antigen Side Chain and HIV Peptide T Sequence Using the Trichloroethoxycarbonyl/Allyl Ester Protecting Group Combination. In: Synlett. 1992, S. 591.
- mit G. Kretzschmer, U. Sprengard, E. Bartnik, W. Schmidt, A. Toepfer, B. Hörsch, M. Krause, D. Seiffge: Oligosaccharide Recognition by Selectins: Synthesis and Biological Activity of Multivalent Sialyl Lewisx Ligands. In: Tetrahedron. 51, 1995, S. 13015–13030.
- mit M. Rösch, H. Herzner, W. Dippold, M. Wild, D. Vestweber: Synthetische Inhibitoren der Zelladhäsion: Ein Glycopeptid aus dem E-Selektin-Liganden 1 (ESL-1) mit Arabino-Sialyl-Lewisx-Struktur. In: Angewandte Chemie. 113, 2001, S. 3954–3954.
- mit C. Brocke: Synthetic Tumor-associated Glycopeptide Antigens from the Tandem-Repeat-Sequence of the Epithelial Mucin MUC4. In: Synthesis. 4, 2004, S. 525–542.
- mit A. Kuhn: Vom Kohlenhydrat induzierte Peptidkonformation in Glycopeptiden der Erkennungsregion von LI-Cadherin. In: Angewandte Chemie. 119, 2007, S. 458–462.